# Sex Crimes 2 - Pronte a tutto
Sex Crimes 2 - Pronte a tutto (Wild Things 2) è un film del 2004 diretto da Jack Perez. È il secondo capitolo della saga Sex Crimes.

## Trama
Brittney Havers, una studentessa delle superiori del sud della Florida, vive con il suo ricco patrigno, Niles Dunlap, dopo che sua madre ha avuto un incidente con la macchina andando fuori strada in "Gator Alley" ed era stata presumibilmente mangiata dagli alligatori un anno prima. Quando Dunlap muore in un incidente con il suo aereo privato, nelle sue ultime volontà lascia a Brittney un piccolo stipendio fino al termine del college, dopo di che riceverà solo 25.000 dollari all'anno per la vita dalla tenuta. Il resto delle attività di Dunlap, per un totale di 70 milioni, deve essere lasciato a un trust aziendale, a meno che non sia possibile trovare un erede tramite il DNA.
La sfacciata, relativamente povera compagna di classe di Brittney, Maya King, all'improvviso afferma di essere la figlia illegittima di Dunlap a seguito della relazione extraconiugale di sua madre. Le viene ordinato da un giudice di sottoporsi a un test del DNA, il cui risultato dimostra che è la figlia di Dunlap.
A casa di Dunlap, Brittney sente un rumore mentre si dirige verso la cantina ma si scopre che sono solo topi. All'improvviso appare Maya e le ragazze rivelano di essere amanti prima di essere raggiunte dal Dr. Julian Haynes, che aveva organizzato il test del DNA. Il trio è in combutta, sta eseguendo una truffa per proteggere e condividere la fortuna di Dunlap.
L'investigatore privato assunto dall'assicurazione Terence Bridge, indagando sulle circostanze dell'incidente aereo, scopre dalle cartelle cliniche di Dunlap che l'uomo aveva la scarlattina da bambino e uno degli effetti collaterali può essere la sterilità, quindi chiede al Dr. Haynes come Dunlap avrebbe potuto fare un bambino. Il dottor Haynes si innervosisce per come stiano andando le cose e contatta Maya: acconsente di incontrare sia lei che Brittney quella notte al molo, dove Maya gli spara. Le due ragazze si sbarazzano del suo corpo a "Gator Alley".
Dopo che Bridge ha saputo che l'intera faccenda era stata pianificata, si presenta a casa di Dunlap e ha chiesto la metà dei soldi in cambio di non andare alla polizia. Brittney, rifiutando di rinunciare a qualsiasi soldo, prende una pistola e la punta su Bridge ma invece uccide Maya, dicendo all'uomo che deve guadagnarsela la sua metà. Carica il corpo di Maya nel bagagliaio della sua auto e lui e Brittney vanno via per smaltirlo.
Quando si fermano al semaforo, Brittney esce dall'auto e si allontana mentre un'auto della polizia si ferma dietro di loro. Bridge non può fare altro che allontanarsi quando il semaforo diventa verde e l'auto della polizia suona il clacson per muoversi. Brittney telefona in un punto anonimo che nel bagagliaio della macchina di Bridge c'è il corpo di Maya. Viene presto arrestato e imprigionato, mentre una videocassetta del sistema di sicurezza domestica di Dunlap mostra a Bridge che richiede metà dei soldi ereditari da Brittney e Maya.
Più tardi, Brittney vola su un aereo privato con il resuscitato Dunlap, che aveva simulato la propria morte per sfuggire all'accusa per appropriazione indebita di milioni di dollari di fondi aziendali per pagare i suoi debiti di gioco e anche per evitare il giocatore cubano, Cicatriz, al quale doveva ancora milioni. Brittney e Dunlap indossano i paracadute, progettando di salvare la palude e sparire insieme. Mentre Dunlap è pronto a saltare, Brittney rivela di aver riempito il suo scivolo di giornale e lo spinge dall'aereo alla sua morte. Quindi si lancia dall'aereo, atterrando in sicurezza nella palude, dove sua madre, anche lei viva e vegeta, la sta aspettando su una barca.
Viene rivelato che Brittney e sua madre hanno orchestrato tutto, comprese le morti dei co-cospiratori di Brittney, al fine di rubare la fortuna di Dunlap, e si rilassano al sole su un'isola tropicale. Brittney scende le scale della loro villa con vista sull'oceano con due drink e ne porge una a sua madre. Mentre Brittney osserva attentamente, sua madre beve un sorso e osserva che la bevanda è forte. Brittney risponde "Li fanno forti qui, no?" con un sorriso ironico, con l'implicazione che ha avvelenato la bevanda.

## Promozione
(tagline del film)